# Paleoekologie
Paleoekologie používá data z fosilií a subfosilií k rekonstrukci ekosystémů minulosti. Tento obor také zahrnuje studium fosilních organismů a pozůstatků s nimi spojených, včetně jejich životního cyklu, jejich interakce, jejich životního prostředí a jejich způsobů smrti a pohřbívání k rekonstrukci paleoprostředí.
Fosilní záznamy byly studovány kvůli pokusům o objasnění vztahů, které mají zvířata ke svému okolí, což by částečně pomohlo k pochopení současného stavu biologické diverzity. Mezi taxonomickou a ekologickou růzností obratlovců byla nalezena úzká spojitost, jíž je rozmanitost zvířat a ekologická nika, v níž žijí.

## Rekonstrukce a měření

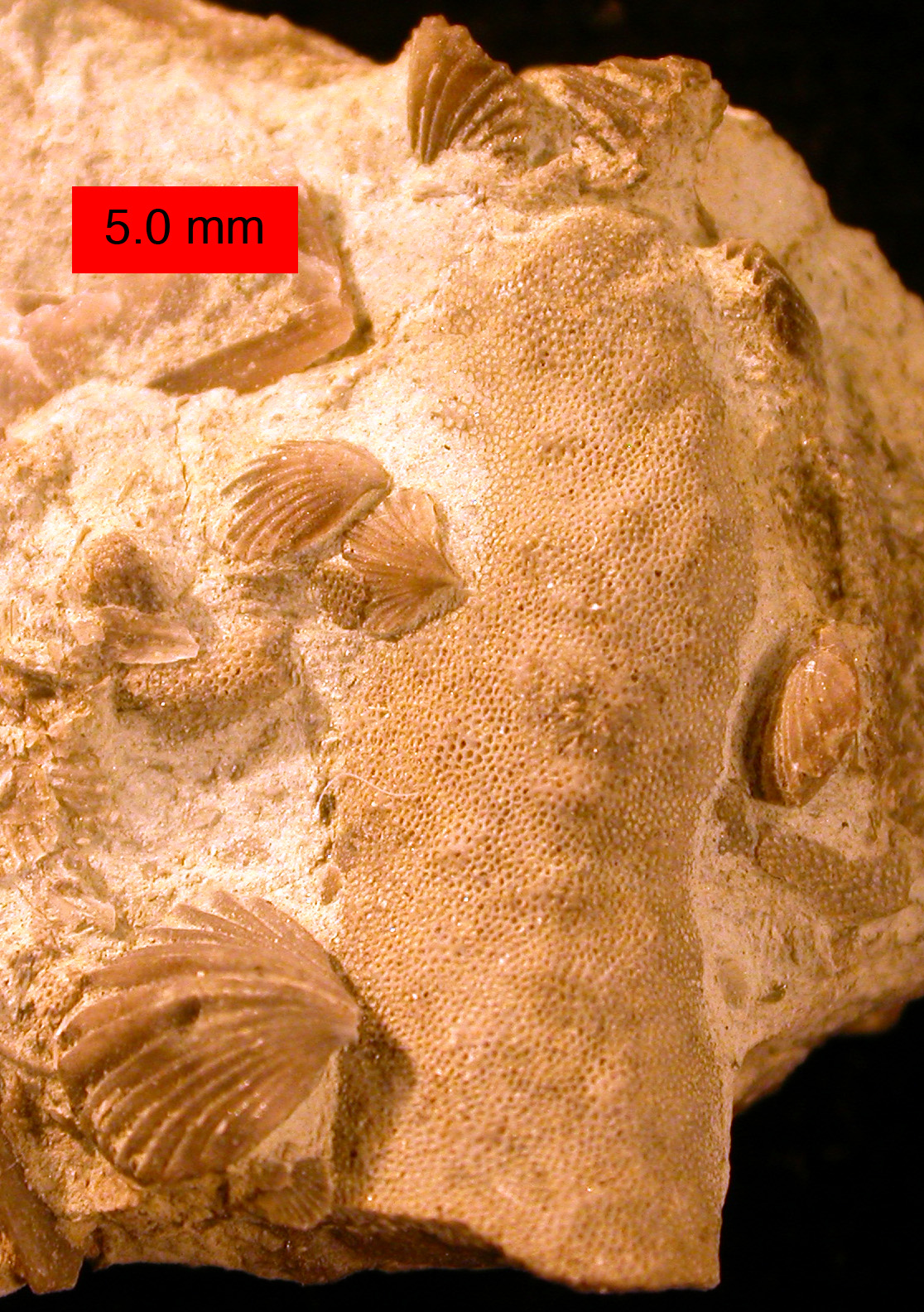
Zygospira modesta, ramenonožci, uchováni v jejich původní pozici spolu se zbytky vodních bezobratlých živočichů; v jihovýchodní Indianě.

Cílem paleoekologie je tudíž stavba co nejpřesnějšího a nejdetailnějšího modelu životního prostředí, v němž původně žily organismy, které jsou dnes nacházeny jako fosilie. Taková rekonstrukce bere v potaz komplexní interakce mezi faktory životního prostředí, jako jsou teploty, zásoby potravy a stupeň slunečního ozáření. Často je hodně z těchto informací ztraceno či rozloženo procesem fosilizace nebo diagenezí blízkých sedimentů, což dělá interpretaci velmi složitou.
Faktor složitosti životního prostředí je normálně složený ze statistických analýz dostupných číselných dat (kvantitativní paleontologie nebo paleostatistiky), zatímco obor studující posmrtné procesy je znám jako tafonomie.

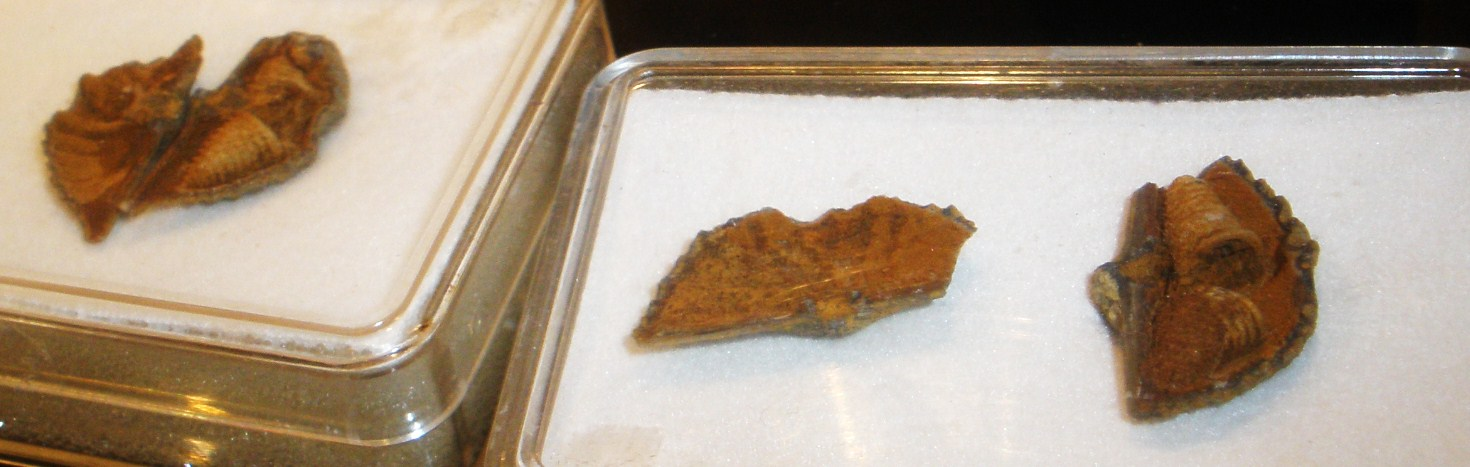
Zkamenělí ramenonožci vystavení na Fossil Show v Mnichově 2011

## Čtvrtohory
Spousta originálního paleoekologického výzkumu se soustředila na poslední dva miliony let (čtvrtohory), protože starší prostředí jsou méně reprezentována fosiliemi. Dalo by se také říct, že hodně studií se koncentruje na holocén (posledních 11 000 let) nebo také na poslední dobu ledovou v pleistocénu (období před 50 000 až 100 000 lety). Taková studia jsou velmi užitečná pro porozumění dynamiky změn ekosystémů a pro rekonstrukci ekosystémů před industrializací. Spousta rozhodovatelů ve veřejné politice poukazuje na důležitost používání paleoekologických studií jako základny pro rozhodnutí, která padnou v konzervační biologii.